# Geox
Geox est une entreprise italienne de chaussures et de prêt-à-porter située à Montebelluna dans la province de Trévise.

## Histoire
C'est au cours d'un jogging dans le Nevada que l'Italien Mario Moretti Polegato a l'idée de percer la semelle de ses chaussures afin de les faire respirer et de se sentir plus à l'aise. Une idée, qu'il raffine en Italie en s'inspirant d'une technologie de la NASA.
Il essaie de vendre son brevet, sans succès, à plusieurs grandes entreprises ; aucune ne croit en sa chaussure et en son concept. Il décide alors de monter sa propre marque.
Le nom de la marque, Geox, est créé à partir d'une association entre le mot grec « Geo » (Terre) et « X », une lettre symbolisant la technologie. Fondée en 1995, Geox est aujourd'hui une marque de chaussures mondialement connue, sa notoriété reposant principalement sur sa semelle qui fait l'objet d'un brevet. 
En 2009, Geox rachète Diadora.

## Galeries

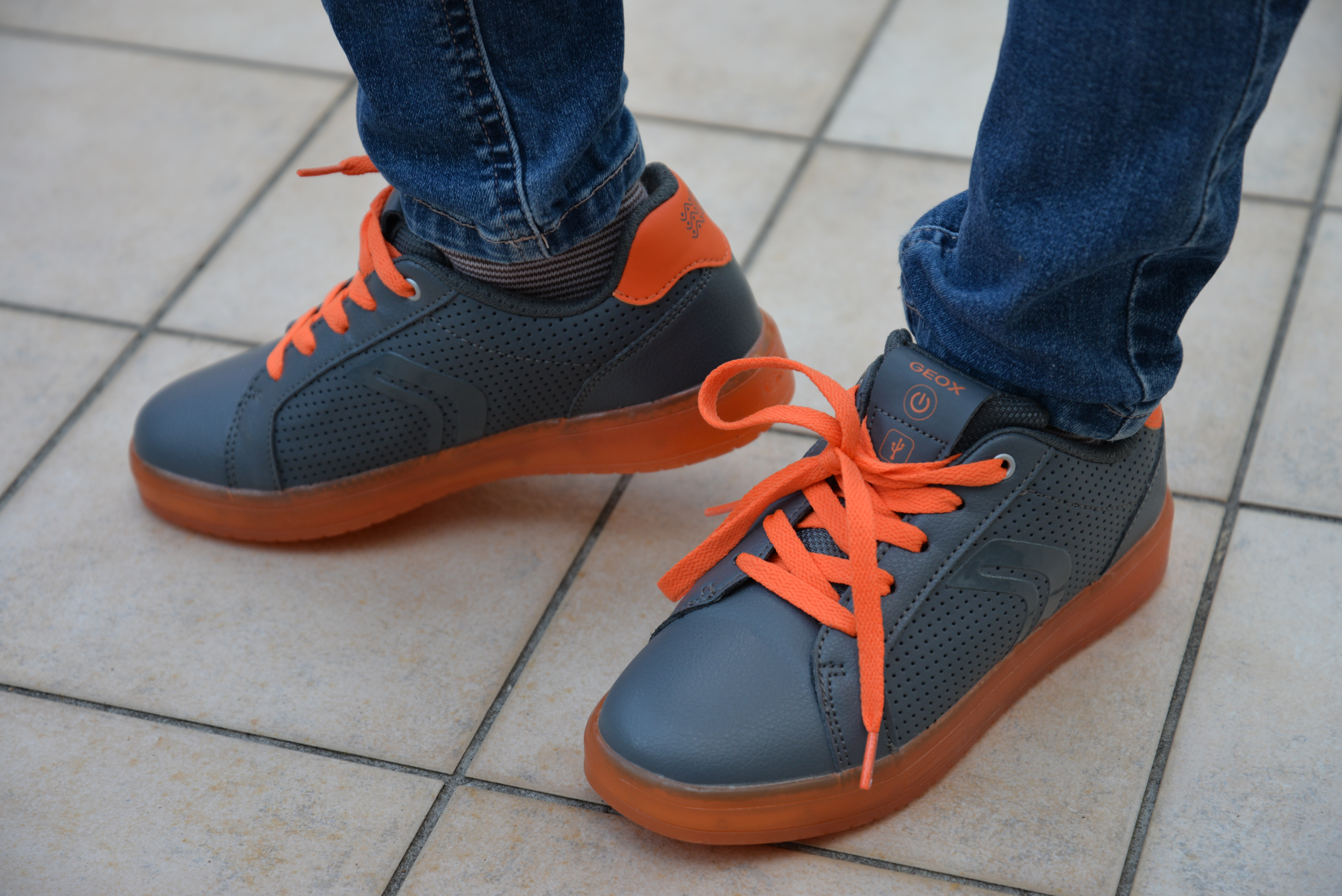
La paire de chaussures de marque Italienne Geox, avec le symbole de l'USB 2.0. pour l'allumage des diodes électroluminescentes.
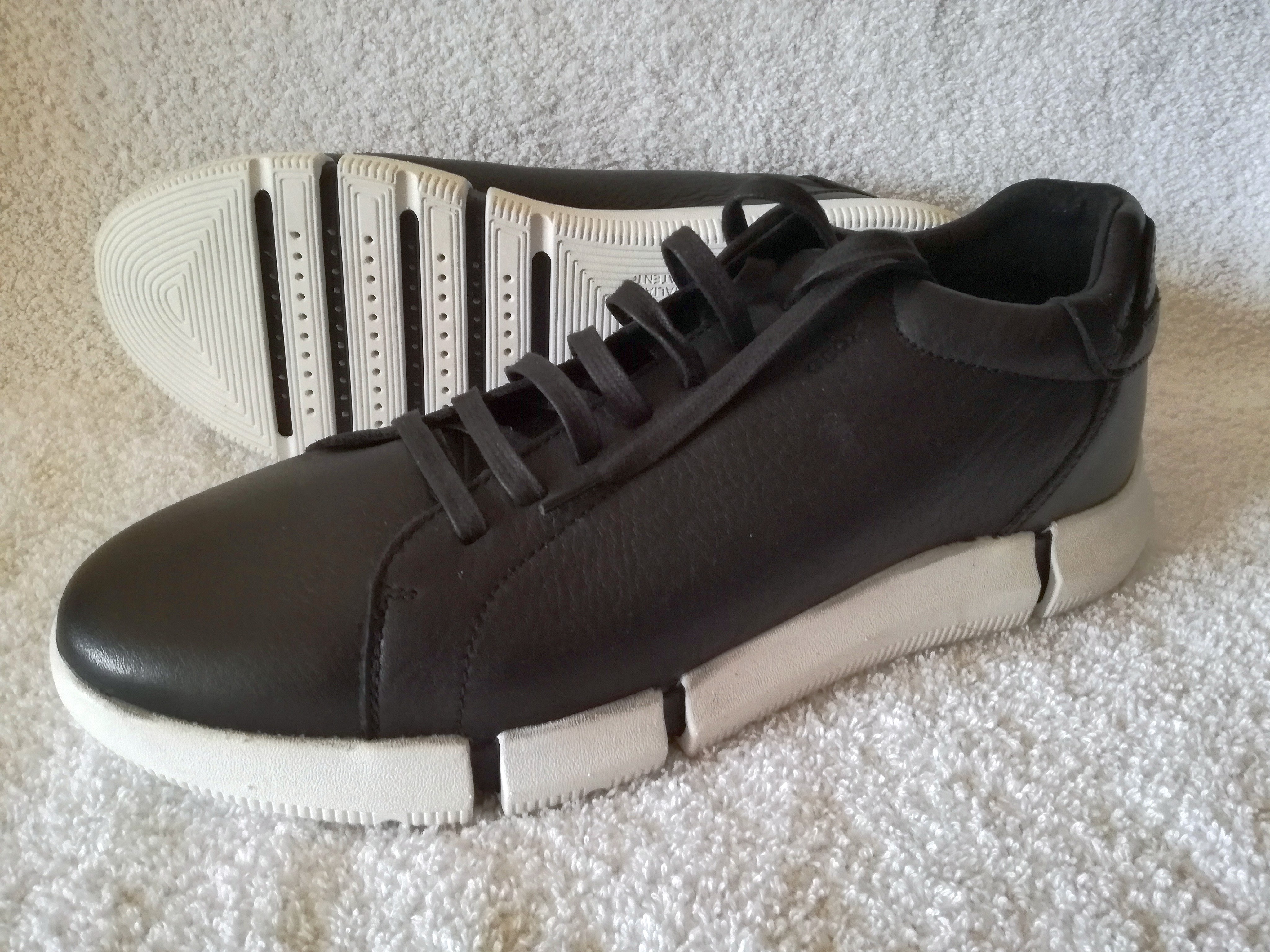
Une paire de chaussures de la marque.

## Sites de production
En juillet 2021, Geox annonce la fermeture de son usine de Vranje en Serbie. L'usine avait été ouverte en 2015. Cette fermeture entraînera la perte de 1200 emplois.